# Guy Charlier
Guy Charlier (Anderlecht, 19 november 1941) is een voormalig Belgisch volksvertegenwoordiger, senator en burgemeester.

## Levensloop
Charlier werkte tussen 1962 en 1978 als onderwijzer in Tintigny en Étalle en was daarna van 1979 tot 1987 bestuurssecretaris op de sanitaire dienst van de intercommunale Idélux. Ook was hij tussen 1978 en 1985 gedetacheerde op verschillende socialistische ministeriële kabinetten.
Voor de PSB en daarna de PS was Charlier van 1974 tot 1987 provincieraadslid van Luxemburg. Van 1977 tot 1986 was hij eveneens gemeenteraadslid en burgemeester van Étalle. In 1986 nam hij ontslag uit deze functies om de overleden Jean Meunier op te volgen als bestendig afgevaardigde in Luxemburg, hetgeen hij bleef tot in 1987. Van 1989 tot 2013 was Charlier opnieuw gemeenteraadslid en burgemeester in Étalle. In december 2012 begon hij aan zijn zevende mandaat als burgemeester, maar gezondheidsproblemen dwongen hem in maart 2013 de gemeentepolitiek van Étalle te verlaten.
Van 1987 tot 1995 zetelde Charlier voor het arrondissement Neufchâteau-Virton in de Kamer van volksvertegenwoordigers, waar hij actief was in de commissie Landbouw en de belangen van de landelijke gebieden in zijn provincie behartigde. Door het toen bestaande dubbelmandaat zetelde hij ook in de Waalse Gewestraad en van de Franse Gemeenschapsraad. In de Waalse Gewestraad verdedigde hij de installatie van de Waalse overheidsdienst voor landelijke ontwikkeling in Libramont-Chevigny en richtte hij zijn aandacht op het Waalse bosbeleid. In 1995 stelde hij zich kandidaat voor het eerste rechtstreeks verkozen Waals Parlement, maar hij raakte niet verkozen. Vervolgens zetelde Charlier van 1995 tot 1999 als gecoöpteerd senator in de Senaat. In 1999 verliet hij de nationale politiek om zich terug te plooien op zijn gemeente. 